# Dorota Lis-Staranowicz
Dorota Lis-Staranowicz (ur. 1973) – polska prawnik, doktor habilitowana nauk prawnych, nauczyciel akademicki Uniwersytetu Warmińsko-Mazurskiego w Olsztynie.

## Życiorys
W 2013 na podstawie dorobku naukowego oraz rozprawy pt. Legitymizacja sądowej kontroli prawa w Stanach Zjednoczonych Ameryki uzyskała na Wydziale Prawa, Prawa Kanonicznego i Administracji Katolickiego Uniwersytetu Lubelskiego Jana Pawła II stopień naukowy doktora habilitowanego nauk prawnych w zakresie prawa, specjalność: prawo konstytucyjne. Została nauczycielem akademickim Wydziału Prawa i Administracji Uniwersytetu Warmińsko-Mazurskiego, kierownikiem Katedry Prawa Konstytucyjnego oraz prodziekanem tego Wydziału.

## Wybrane publikacje
- Niepołączalność mandatu parlamentarnego w polskim prawie konstytucyjnym (2005)
- Legitymizacja sądowej kontroli prawa w Stanach Zjednoczonych Ameryki (2012)
- Polskie prawo konstytucyjne. Materiały, kazusy i orzecznictwo (współredaktor naukowy) (2012)
- Wolności i prawa człowieka w konstytucji Rzeczypospolitej Polskiej (współautorka) (2016)[2]